# Rieleros de Empalme
Los Rieleros de Empalme fue un equipo de béisbol que participó en la Liga Norte de Sonora y en la Liga Mexicana del Pacífico con sede en  Empalme, Sonora, México.

## Historia
Los Rieleros de Empalme fue un equipo sonorense de béisbol fundado en 1948.
Participaron en la Liga Mexicana del Pacífico durante dos décadas. Sumaron varios récords, por ejemplo uno de sus bateadores, Ronaldo "Ronnie" Camacho ostenta el récord de cuadrangulares en una temporada con 27. Su mayor rivalidad era contra los Ostioneros de Guaymas.[cita requerida]

## Jugadores

### Roster actual
Temporada 2013

### Jugadores destacados
- Ronaldo "Ronny" Camacho.